# Tenskwatawa
Tenskwatawa "La porta oberta" (Old Piqua, Ohio, 1775 - Kansas City, 1836) fou un visionari shawnee, fill del cap Puckeshinewa i d'una creek, que en un accident va perdre un ull. D'antuvi el seu nom era Lalawethika (el que fa soroll), però des del 1805 se'l canvià quan començà a tenir visions. Era germà de Tecumseh (cabdill shawnee), no era un caçador hàbil, no participà en la guerra del 1790 i esdevingué alcohòlic. Després del Tractat de Greenville del 1795 intentà ser reconegut com a xaman, i va rebre la influència del seneca Handsome Lake. El 1805 començà a tenir visions, complementant el que predicava el seu germà Tecumseh, i va crear una aldea alternativa regida sota principis indis, Tippecanoe, que fou destruïda pels soldats nord-americans el 1811 quan Tenkswatawa decidí atacar-los malgrat els consells del seu germà. Quan esclatà la Guerra del 1812 marxà al Canadà, d'on va tornar el 1825 convidat pel governador de Michigan per tal de convèncer els shawnee de marxar cap a Kansas.